# Heliophanus paulus
Heliophanus paulus är en spindelart som beskrevs av Wesolowska 1986. Heliophanus paulus ingår i släktet Heliophanus och familjen hoppspindlar. Inga underarter finns listade i Catalogue of Life.